# 明誠路
明誠路（Mingcheng Rd.）為連結高雄市鳥松區通往三民區、左營區及鼓山區的東西向主要道路，大裕路以西為雙向4線道，寬28-30公尺，以東為雙向2線道，寬17公尺，全長4746公尺，本道路有特色商業街之稱。為以當地之地名（明誠里），以及為了發揚儒家思想和傳統美德而命名之道路。而明誠里則於民國62年從龍水里分出，名稱取自從中國遷移到臺灣復校的天主教明誠中學(目前已劃為裕豐里)。明誠路東起於金鼎路口，西止於馬卡道路口，續行過鐵路園道與翠華路口接逢甲路至鼓山區內惟地區。

## 行經行政區域
（由東至西）
- 三民區
- 左營區
- 鼓山區

## 分段
明誠路共分為四個部分：
- 明誠一路：東起於金鼎路口，西於民族一路口接明誠二路，全長1566公尺[2]。
- 明誠二路：東於民族一路口接明誠一路，西於博愛二路口接明誠三路，全長1324公尺[2]。
- 明誠三路：東於博愛二路口接明誠二路，西於中華一路口接明誠四路，全長1091公尺[2]。
- 明誠四路：東於中華一路口接明誠三路，西止於馬卡道路口並經翠華路口接逢甲路，全長765公尺[2]。

## 歷史

依據1980年高雄市都市計劃圖與1999年經建版地形圖第三版所繪之高雄市明誠路與自由路與其周邊道路。紅色路線為1980年兩條路之計畫路線，橘色為現今未實現之計畫路線，藍色為修正後之現行路線，黑色為周邊相關道路。

- 規劃：明誠路的雛型最早自1971年的《高雄市綱要計畫》中出現，唯當時之計畫路線與現今有不小差異，當時規劃明誠路由中華路開始，向東至富國路附近（此段為現今之明誠三路與一小部分之明誠二路），北轉走現今自由路之路廊至計劃中的華夏路為止（現今之自由三路、自由四路與一部份的自由二路）[2]。而在1980年的高雄市都市計劃圖中，上述路線仍列為計畫路線，而中華路以西的明誠四路在當時被規劃為綠園道，止於規劃中的馬卡道路，周圍被規劃為工業區；1982年的高雄市街圖，在原規劃路線南側出現一條平行而同樣東行北轉的無名道路，東行之路廊約為現今之美術東五路[1]。
- 逐步通車：1985年的經建版地形圖一版，中華路與華榮路之間的明誠路路廊已通車，而原先平行的東行北轉的無名道路則消失，僅存中華路以西的路段（今美術東五路）；1987年的高雄市行政區域圖，明誠路已由中華路通至愛河右岸的光興街附近，至此原東行北轉的規劃已被改變；1992年的經建版地形圖二版，愛河左岸的河堤路與民族路之間沿著本館圳（愛河K幹道）的明誠路路廊已出現，但跟右岸的明誠路之間沒有連結；同年五月，跨越愛河的明誠橋竣工，將愛河兩岸的明誠路連結[4]；1999年經建版地形圖三版，明誠路通過愛河，並自明仁路口開始覆蓋本館圳，但在最東端的金鼎路口尚未貫通[1]，直至2000年後才與金鼎路接壤。而中華路以西的明誠四路，隨著第44期公辦市地重劃區的規劃，而在2000年後修築且通車，將道路兩旁設置小部分綠帶，並將原先規劃之工業區變更為商業區[5][6]，而現況為住商混合與一部份尚待開發的空地[1]。

## 沿線設施
（由東至西）
- 明誠一路
  - 莊敬迷宮公園
  - 本和里里民活動廣場
  - 本和里滯洪池公園
  - 天天新黃昏市場(508號)
  - 灣愛公園

- 明誠二路
  - 大樂購物中心(門牌設於民族一路463號)
  - 河堤公園
  - 明誠橋
  - 農業部農田水利署高雄管理處(332號)

- 明誠三路
  - 高雄市立明華國民中學(582號)
  - 台灣高等法院高雄分院(586號)
    - 高雄高分院郵局（高等法院高雄分院內）

  - 凹仔底森林公園
  - 台灣中油新厝鼓山加油站(639號)

- 明誠四路
  - 中國人壽高雄明誠大樓(156號)
  - 內惟埤文化園區
  - 高雄鐵路綠園道

### 鄰近商圈
- 明誠商圈
- 凹仔底商圈
- 大樂商圈

## 公車資訊
- 漢程客運
  - 77昌福幹線(繞三民高中) 金獅湖站－捷運文化中心站－高雄市立歷史博物館
  - 紅25 左營南站－台鐵內惟站－台鐵美術館站－高雄車站
  - 紅31 金獅湖站－高雄車站
  - 紅35A 金獅湖站－捷運凹子底站
- 南台灣客運
  - 3 警廣站－捷運巨蛋站－凹仔底森林公園
  - 16 捷運巨蛋站－高雄應用科技大學
  - 紅33 明誠幹線 市立聯合醫院－捷運凹子底站－鳳山商工
  - 紅36 裕誠幹線 左營海軍軍區－捷運巨蛋站－文藻外語大學
  - 紅52 高鐵左營站－捷運西子灣站－國立中山大學
- 義大客運
  - E03B 燕巢快線(經大昌醫院) 高鐵左營站－義大大昌醫院－義大醫院
  - 8502 高雄美術館線 義大世界－高雄市立美術館

## 公共自行車
- 高雄市公共自行車租賃系統：
  - 莊敬公園：明誠一路336號(對面人行道)
  - 明誠鼎愛街口：明誠一路/鼎愛街(東南側)
  - 灣愛公園：明誠一路/鼎泰街2巷(西南側)
  - 明誠聯興路口：明誠二路/聯興路口西南側
  - 河堤公園(明誠二路側)：光興街58巷17號(對策人行道)
  - 明誠自由路口(路口三處)：明誠二路/自由二路口(路口三處)
  - 明誠富國路口東北側：明誠二路368號(前人行道)
  - 明誠富民路口(路口四處)：明誠二路/富民路口(路口四處)
  - 凹子底森林公園(明誠三路側)：明誠三路586號對側公園內人行道
  - 明誠裕國街口：明誠三路727號前方
  - 美術東二明誠路口(西南側)：美術東二路/明誠四路口(西南側人行道)
  - 明誠馬卡道路口(東南側)：明誠四路/馬卡道路口(東南側人行道)

## 相關連結
- 高雄市主要道路列表